# Horst Buchholz
Horst Werner Buchholz (4. prosince 1933 Berlín – 3. března 2003 Berlín) byl německý herec a moderátor.
Českým divákům je nejvíce znám jakožto nejmladší pistolník Chico ze sedmi statečných mužů ve stejnojmenném filmu Sedm statečných z roku 1960, hrál i v české filmové pohádce Pták Ohnivák z roku 1997 režiséra Václava Vorlíčka.
Během druhé světové války žil v Československu, po válce se vrátil do Berlína. Dokončil střední školu a musel začít vydělávat peníze pro rodinu, protože otec byl ve válečném zajetí. V roce 1947 poprvé vystoupil na jevišti jako statista, ale za rok již hrál v populárním dětském příběhu Emil a detektivové. Vystupoval i v rozhlase a v dabingu amerických filmů. Z honorářů si zaplatil herecké kurzy.